# Conops miuchus
Conops miuchus är en tvåvingeart som beskrevs av Speiser 1909. Conops miuchus ingår i släktet Conops och familjen stekelflugor.
Artens utbredningsområde är Tanzania. Inga underarter finns listade i Catalogue of Life.